# هاروکی اوممورا
هاروکی اوممورا (انگلیسی: Haruki Umemura؛ زادهٔ ۱۴ مهٔ ۱۹۹۵) بازیکن فوتبال اهل ژاپن است.